# Château de Méréville
Ne pas confondre avec le château de Saint-Thiébault à Méréville (Meurthe-et-Moselle)
Le château de Méréville est un château français situé dans la commune de Méréville dans l'ancien pays de Beauce, aujourd'hui dans le département de l'Essonne et la région Île-de-France. Son parc est célèbre pour être un exemple de jardin à l'anglaise du XVIIIe siècle.

## Situation
Le château de Méréville et son parc de 90 ha sont situés au nord du village essonnien de Méréville, à l'extrême sud du département de l'Essonne, à la frontière des régions Île-de-France et Centre-Val de Loire, à 70 km de Paris par l'ancienne N.20, aujourd'hui D.920, aux portes de l'agglomération parisienne. Implanté au cœur de la vallée de la Juine, détournée pour l'agrément du château, il est entouré d'un parc boisé et vallonné, qui offre un contraste avec le paysage agricole et plat de la Beauce.

## Histoire
Un manoir fort primitif fut construit au XVIe siècle. En partie ruiné, il fut acheté en 1688 et reconstruit par Pierre Delpech, (1642 - 1712), marquis de Méréville en 1709, conseiller du roi qui avait plusieurs enfants, dont Jean Delpech, (1671 - 1737) et Paul Delpech (1682 - 1751), Le premier, qui a fait construire en 1724 l'hôtel de La Tour du Pin, rue Vieille-du-Temple, fit aménager le château dans un style Renaissance, ouvrant les fenêtres et ajoutant un fronton à la façade occidentale. À l'Ouest du parc une allée d'honneur plantée menant à la cour principale fut aménagée et à l'arrière fut ajouté un jardin à la française jusqu'au cours de la Juine, qui faisait alors office de canal.
En 1784, après avoir réaménagé le gigantesque château de La Ferté-Vidame, que le roi l'a contraint de vendre à perte à son cousin le duc de Penthièvre, le financier Jean-Joseph de Laborde achète Méréville pour en faire sa résidence de campagne. Il décide alors d'agrandir modestement le château par deux ailes au Nord et au Sud, et de consacrer sa fortune et ses soins au tracé d'un magnifique jardin.
Le château fut réaménagé et décoré par les grands artistes de l'époque, les architectes Jean-Benoît-Vincent Barré et François-Joseph Bélanger, l'ébéniste Jean-François Leleu, le sculpteur Augustin Pajou, le peintre Claude Joseph Vernet, employant plus de quatre cents ouvriers.
Cédant à la mode de l'époque, il fit réaménager les jardins français en jardins à l'anglaise. Bélanger entama ces travaux mais fut remercié en 1786, c'est alors Hubert Robert qui reprit le travail en suivant les plans précédents et en ajoutant sa touche. Cette année-là fut ajouté le temple dit de la Piété filiale en l'honneur de sa fille Natalie.
En 1787 fut achevée la déviation de la Juine, ouvrage hydrographique exceptionnel pour l'époque. Cette même année fut construite sur une île du grand lac la colonne rostrale en mémoire des fils du marquis, Édouard et Ange morts en 1786 au cours de l'expédition de La Pérouse.
À partir de 1790, le marquis vécut continuellement à Méréville, il y tint un salon qui grandissait encore la réputation du château. En 1794 cependant tout bascula, le tribunal révolutionnaire condamna le marquis qui fut guillotiné le 18 avril 1794.
Sa veuve, Rosalie-Claire de Nettine (1737-1815) y séjourna encore, mariant son fils Alexandre de Laborde en 1805 à Méréville, réunissant des artistes et hommes d'État, dont François-René de Chateaubriand. Elle vendit ensuite le domaine à monsieur d'Espagnac qui le vida de ses richesses et modifia les deux ailes du château.
En 1824 le comte de Saint-Roman, nouveau propriétaire, ajouta de nouvelles fabriques dont « la ferme suisse ».
Le domaine passa ensuite de main en main, perdant peu à peu de sa magnificence, notamment lors du « règne » de monsieur Carpentier qui dilapida les œuvres du parc et fit abattre de nombreux arbres; ainsi, monsieur de Saint-Léon acheta pour son parc de Jeurre voisin la façade de la laiterie, le temple dit de la Piété filiale, le cénotaphe de James Cook et la colonne rostrale.
Divers propriétaires se succédèrent ensuite. En 1977 et 1978, le château puis le parc furent classés au titre des monuments historiques.
À la fin du XXe siècle, alors que le domaine est la propriété du fonds de pension japonais Sport Chinko depuis 1990, qui projetaient d'y implanter un hôtel de luxe et un golf, une association présidée par François d'Ormesson milita pour la sauvegarde du site. En 1997, le lavoir fut rénové.
Le 4 décembre 2000, le conseil général de l'Essonne, aidé du ministère de la Culture acheta la totalité du domaine pour cinq millions de francs et entreprit de le restaurer.

## Architecture
Le château est constitué d'un corps principal rectangulaire en pierre de taille blanche, élevé sur trois niveaux, percé sur les façades occidentales et orientales de cinq fenêtres par niveau. S'ajoutent à chaque angles des tours, témoignage de l'ancien manoir fortifié, ouvertes de quatre fenêtres par niveau. Ce bâtiment est couvert d'ardoise, des chéneaux en zinc ceinturent le toit, un faîtage domine les tours.
Au sommet de la façade occidentale, un fronton triangulaire est installé, entre le premier et deuxième étage court une corniche, reprise de façon tronquée au-dessus de chaque fenêtre du rez-de-chaussée. Deux ailes furent ajoutées dans les prolongements Nord et Sud à deux niveaux et deux ouvertures par côté. Elles sont couvertes d'une mansarde.
Le rez-de-chaussée accueille entre autres une antichambre, un salon et une salle à manger. La façade, la toiture et les pièces avec décor du château ont été classées au titre des monuments historiques .

## Parc de Méréville
Avec le parc d'Ermenonville et le Désert de Retz, il fait partie des grands jardins paysagers français équivalent des grands jardins anglais ou Landscape Gardens pourvus de fabriques réalisés avant la Révolution. Typiques du dernier quart du XVIIIe siècle, ils sont parmi les premières manifestations des jardins paysagers romantiques d'envergure sur le continent. Le parc existe encore, bien que dépourvu de ses principales fabriques (le temple dit de la Piété filiale, la façade de la laiterie, la colonne rostrale et le cénotaphe de Cook), vendues à la fin du XIXe siècle transportées et reconstruites au Parc de Jeurre.
Le parc est à l'image du marquis et il montre son admiration pour la navigation et les découvertes (la colonne rostrale, et le cénotaphe en l'honneur du capitaine anglais Cook, en sont les manifestations les plus évidentes), ainsi que son amour de la nature et de la beauté des plantes (lié aux explorations à cette époque de botanique et de classification - le parc regorgeait d'espèces rares importées, acclimatées dans leur nouvel habitat grâce aux sols riches de la vallée de Méréville), et les souvenirs de sa jeunesse au pays basque et dans les Pyrénées (une cascade dans un paysage de roches, des escaliers en spirale descendant dans des grottes, et des dénivelés). Le marquis montre également sa richesse, avec des ponts « aux boules d'or », des grottes ornées de pierres semi-précieuses, et une route pavée de gravillons qui donne au parc tout son cachet.
La construction a demandé dix ans et employé près de sept cents travailleurs, dont une grande majorité étaient des artisans spécialisés. Hubert Robert a créé un paysage de prairie ouverte avec des ceintures d'arbres enfermé dans une grande cuvette, que l'on a parsemée de créations frappantes au fil des années. Chateaubriand appelait le résultat une oasis. Ce parc était un retour à la nature ou au moins à l'illusion de la nature (les ruines du pont, et les faits que les arbres ont été plantés à des endroits destinés à surprendre le visiteur et que les grottes ont toutes été faites de main d'homme) ; on peut décrire le style du parc comme romantique, mais il contient également des éléments du style « anglo-chinois » (le belvédère) (cf. la monographie Aux jardins de Méréville de François d'Ormesson).
À son apogée, le parc comprenait, en suivant un chemin circulaire depuis le château, le pont des roches, une glacière artificielle, le moulin à eau sur la Juine, et le lavoir derrière le pont du moulin, le grand lac, la laiterie dont la façade est aujourd'hui au parc de Jeurre, la grande cascade, le pont du chemin de la vallée, les écuries, la colonne Trajane, le petit château, l'étang François-René de Chateaubriand, la colonne rostrale, l'île Natalie accessible par le pont d'acajou et le pont cintré, la source du miroir, le pont des ruines, le cénotaphe de James Cook, le potager, le temple de la Piété filiale, les grottes aux demoiselles, la noria, la ferme suisse et son orangerie, enfin les carrières à l'extrême nord-est.
L'ensemble du parc fut classé au titre des monuments historiques le 15 juin 1977 et le 7 septembre 1977.
Le domaine départemental de Méréville a obtenu le label de Jardin remarquable du ministère de la Culture en 2019.

## Épaves mobilières
Une paire de cabinets en placage d'ébène marqueterie de laiton et d'étain et marbre portor par Étienne Levasseur « à la manière de Boulle » pouvant appartenir à la série de quatre commandée à l'ébéniste par le marquis de Laborde pour Méréville, a été présentée par l'expert Camille Burgi à une vente aux enchères par « Europ action » à Genève le 23 juin 2010.

## Galerie
Photographies prises en faisant le tour du château dans le sens inverse des aiguilles d'une montre.

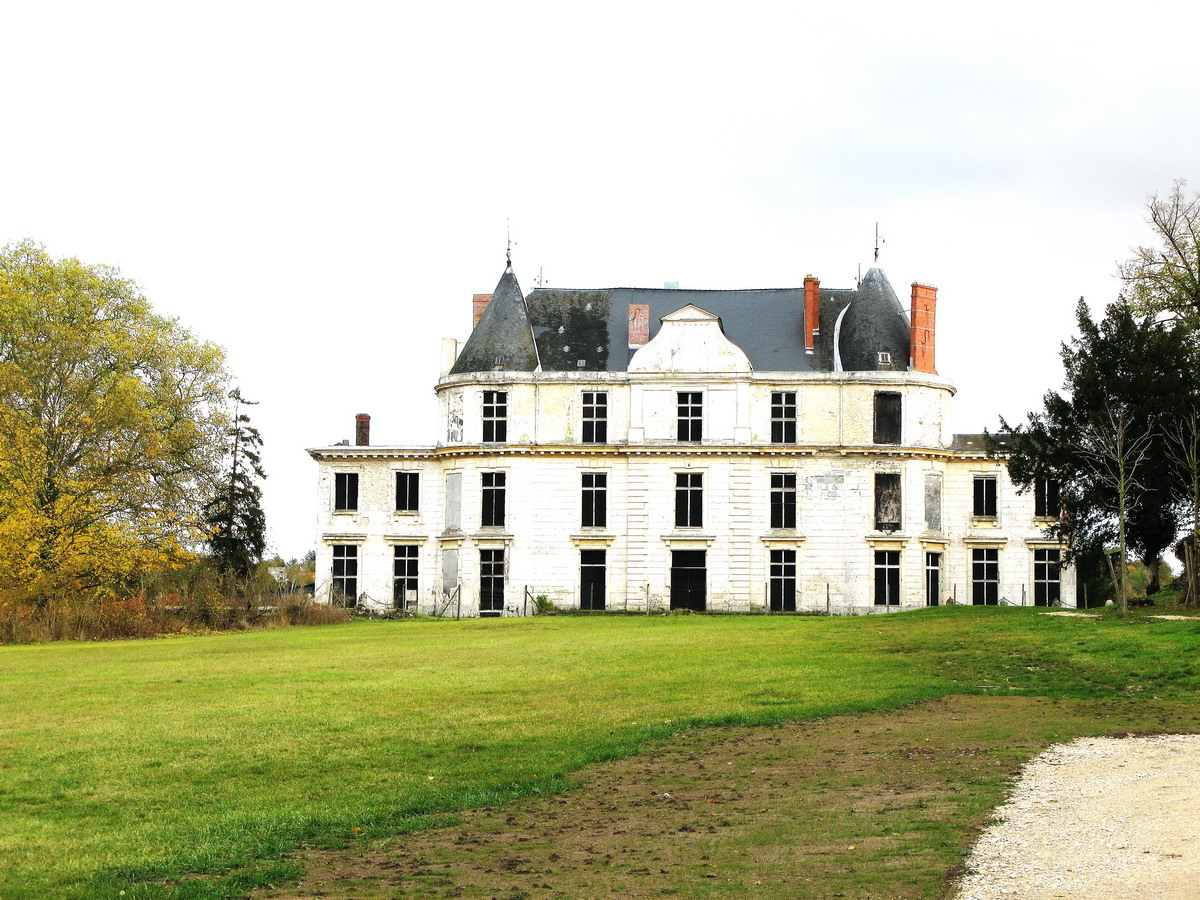
Vue de l'entrée du château et de son parc.
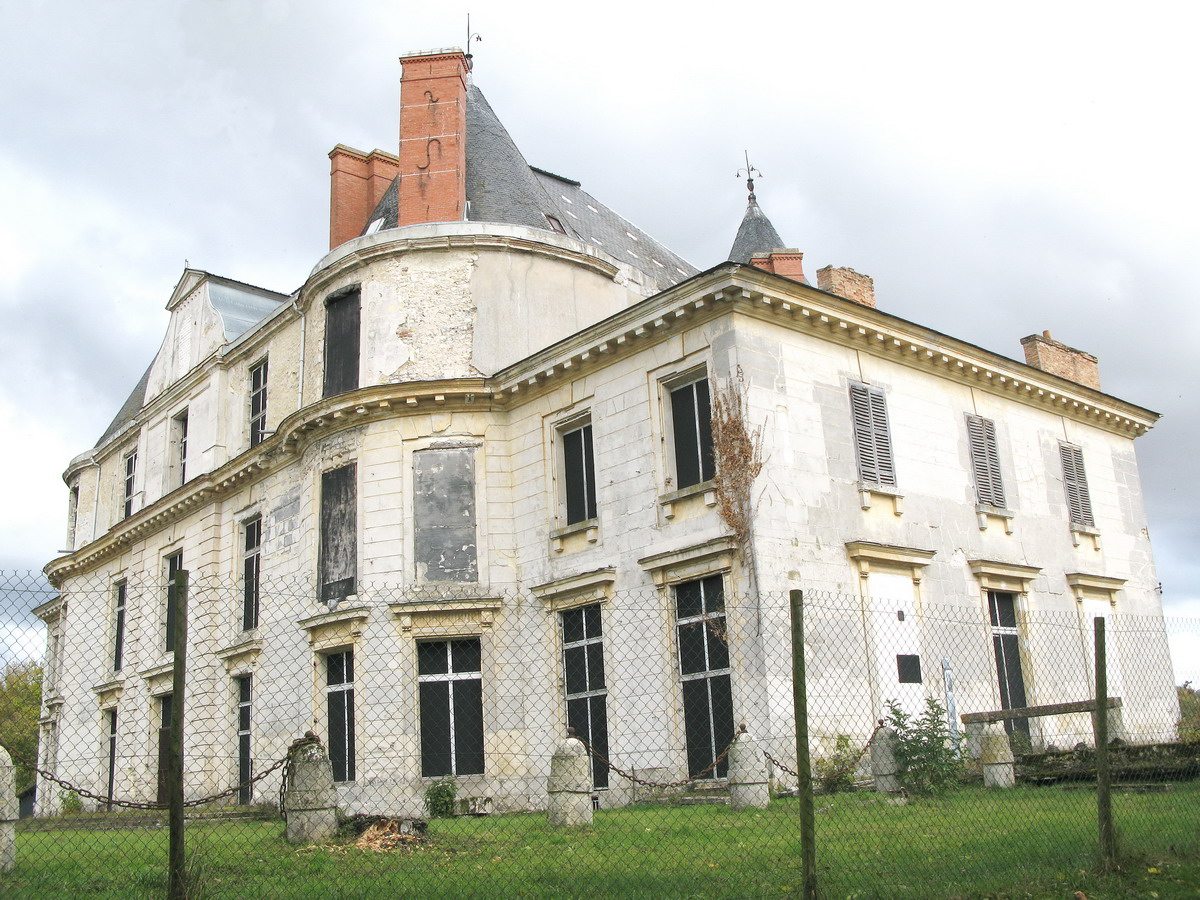
Une aile du château.
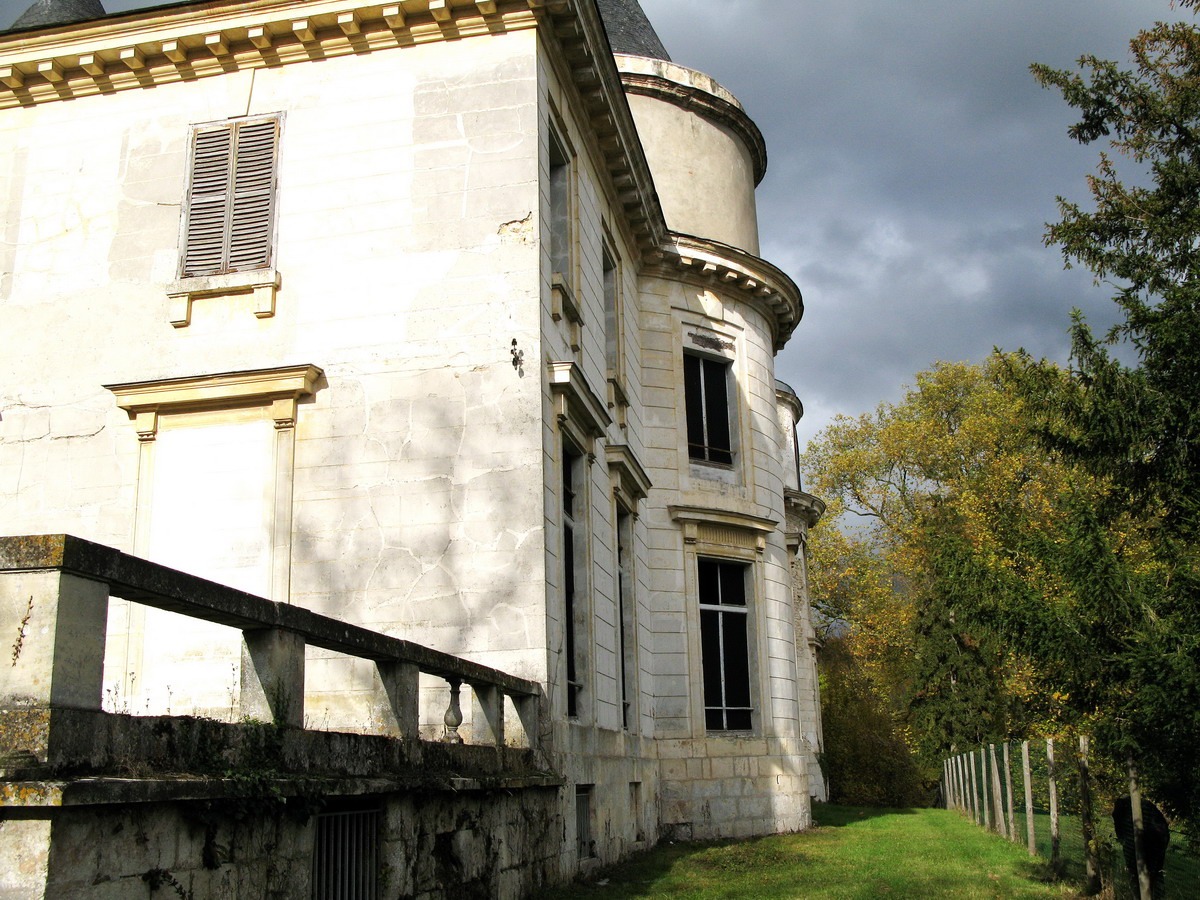
Vue de la 4e tour à l'arrière.
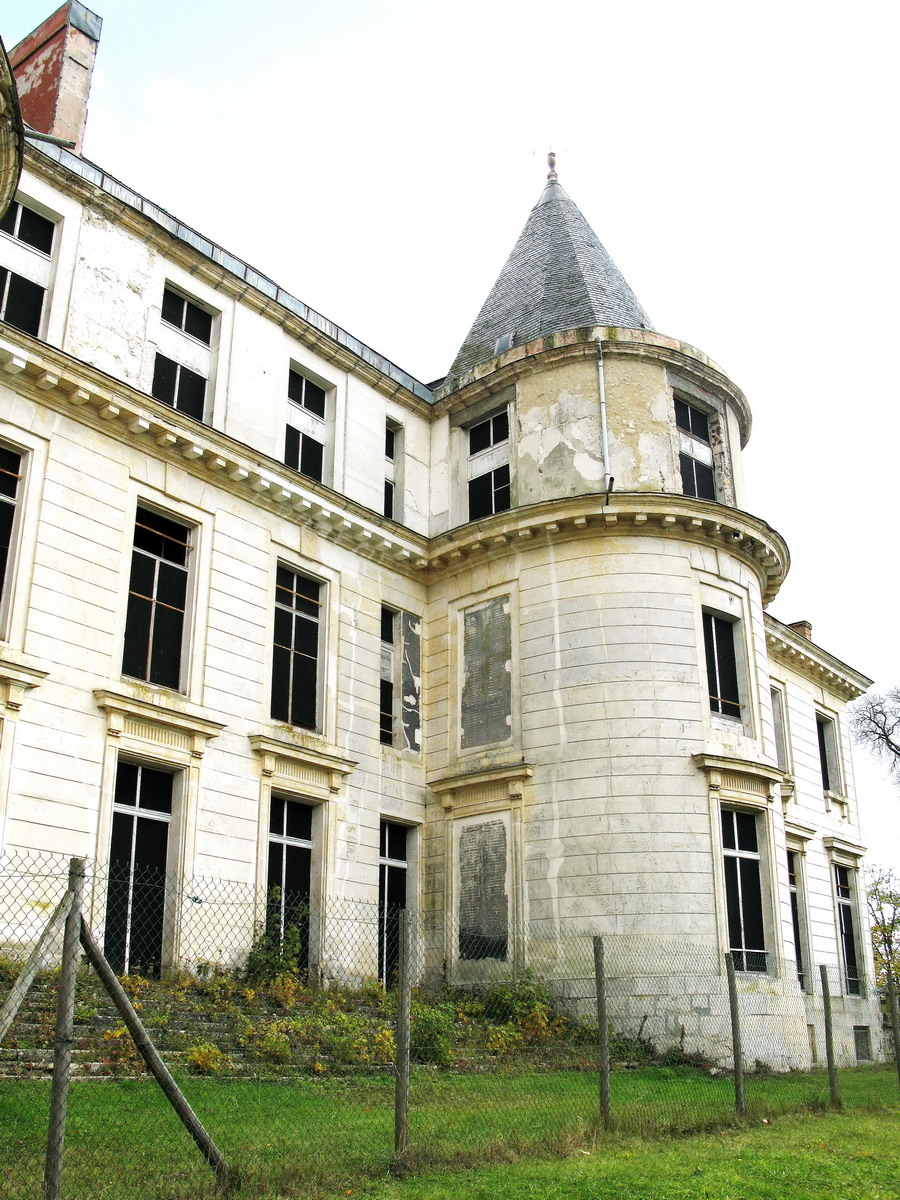
3e tour sur arrière du château.
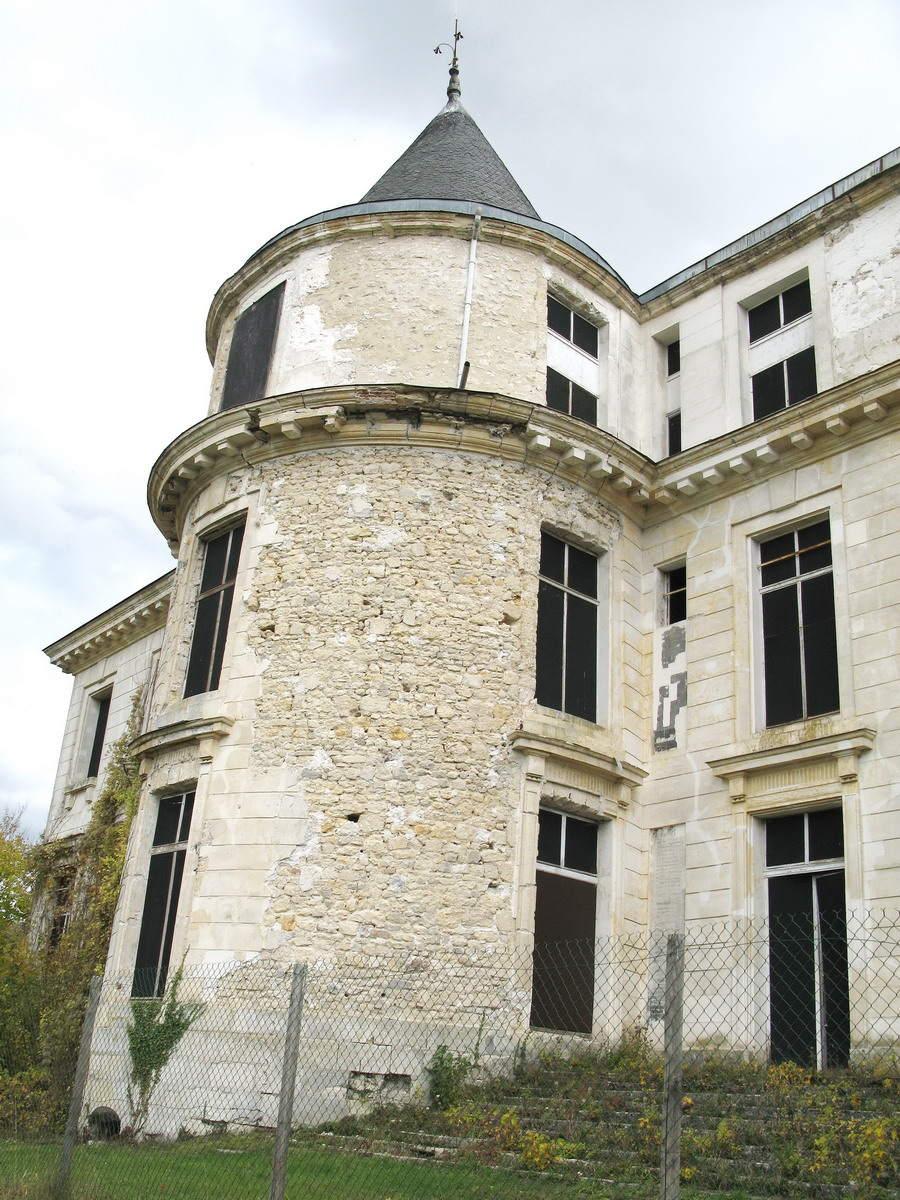
4e tour, l'arrière du château.
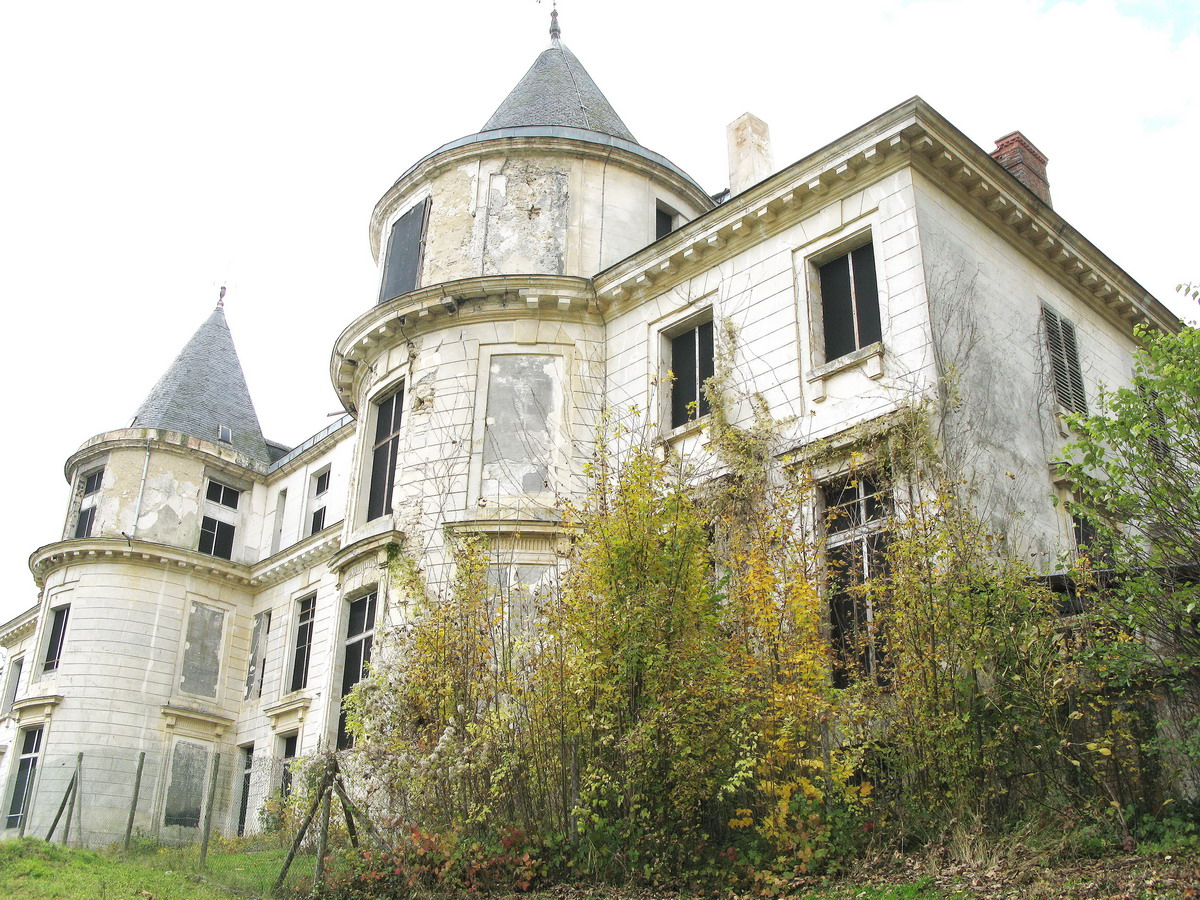
Vue générale de la façade occidentale.
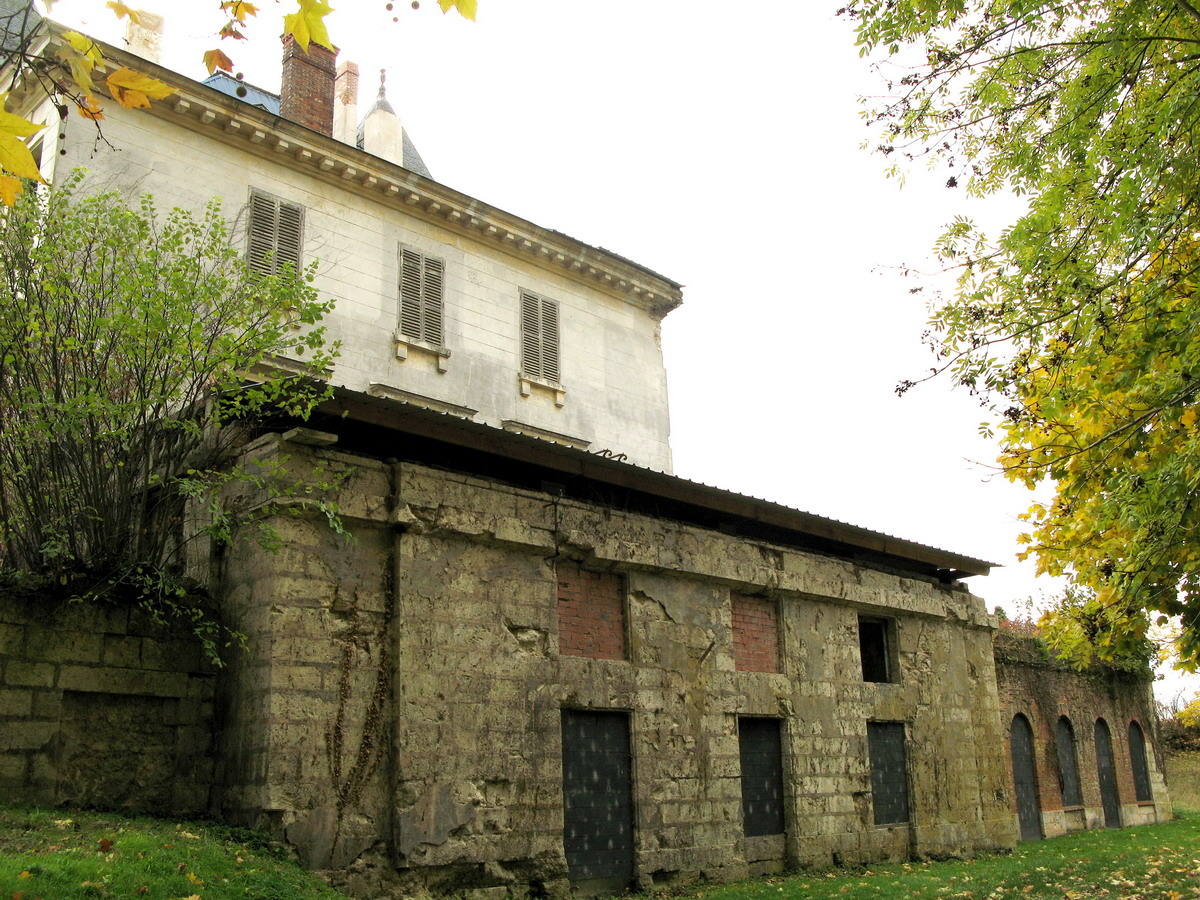
Les anciennes dépendances.
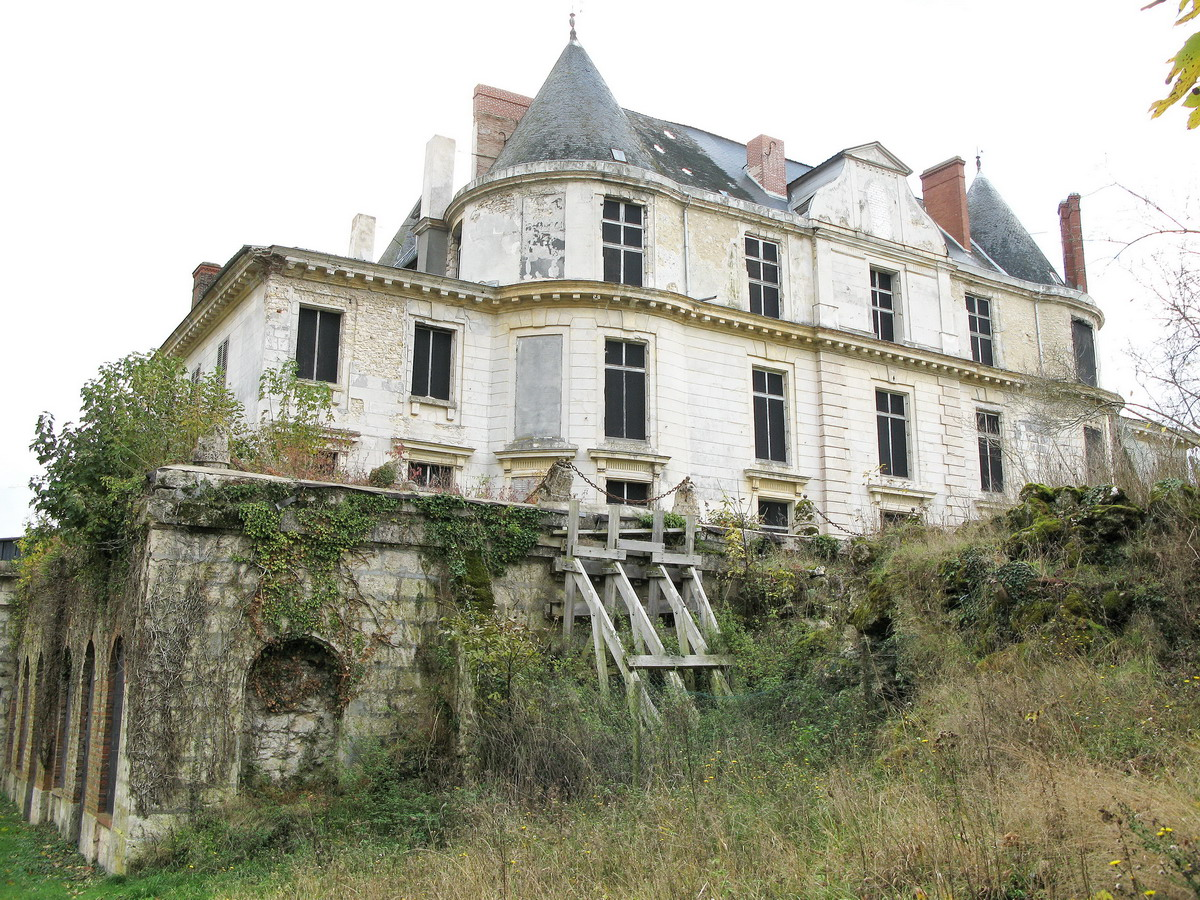
Les fondations.

Photographies du parc
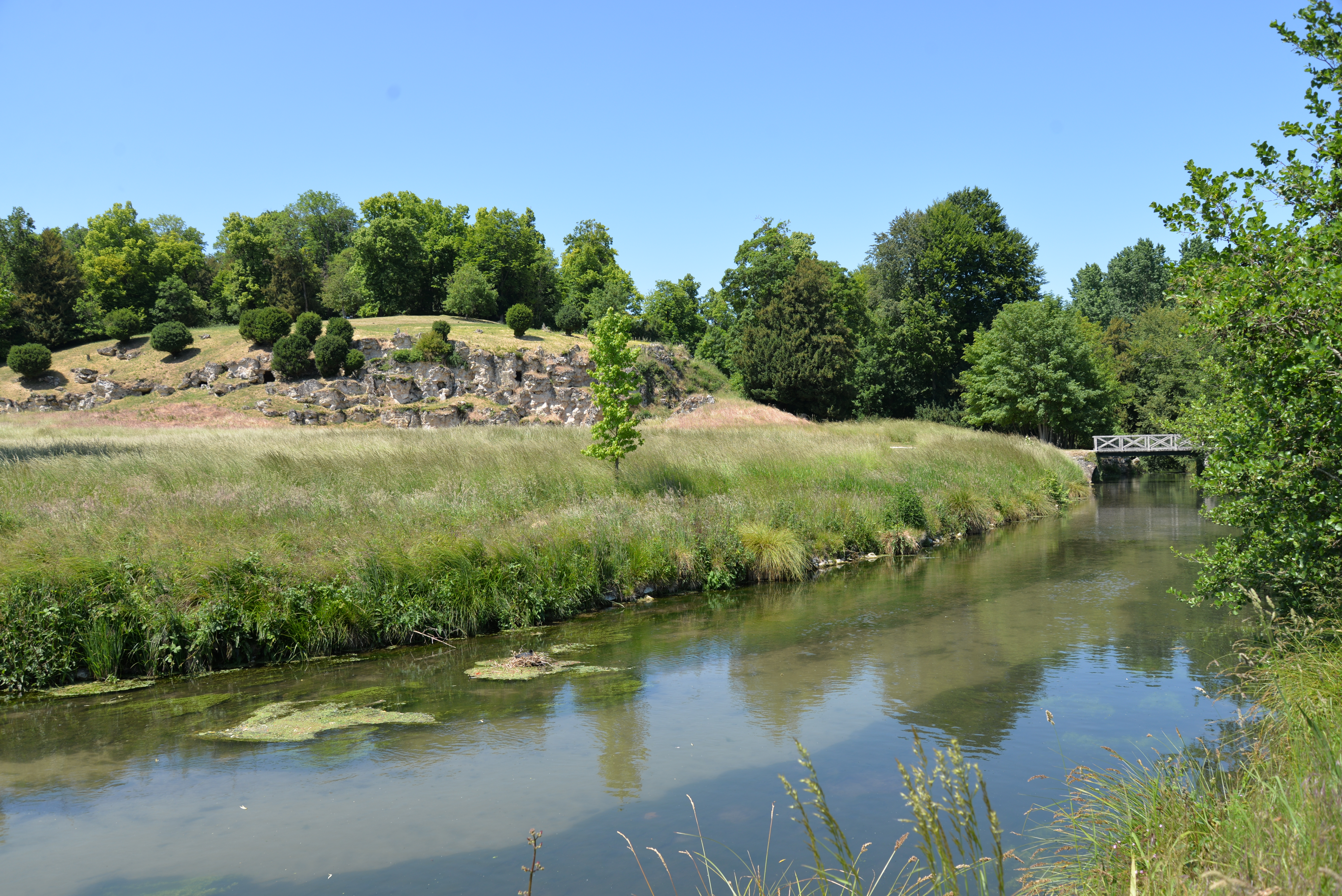
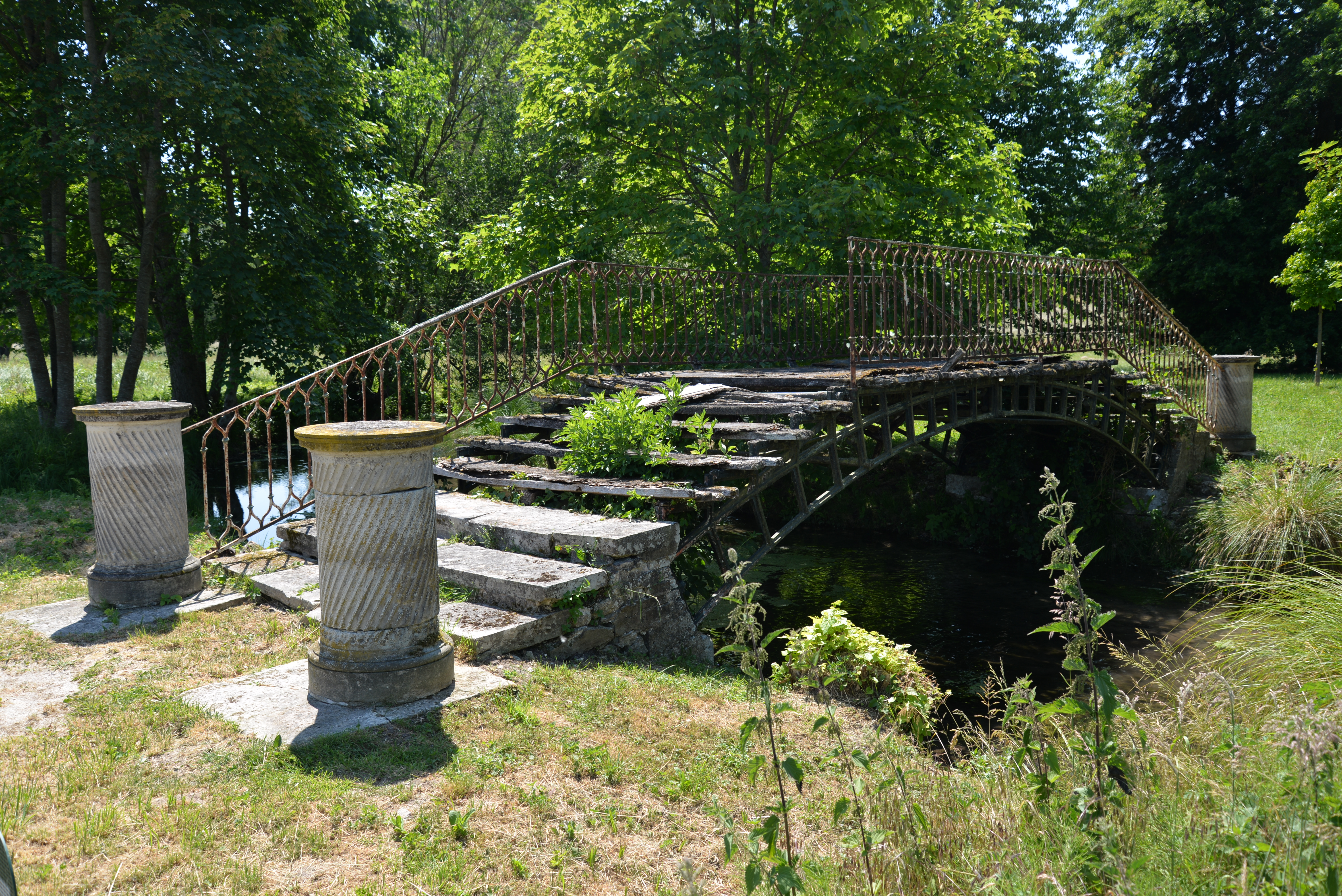
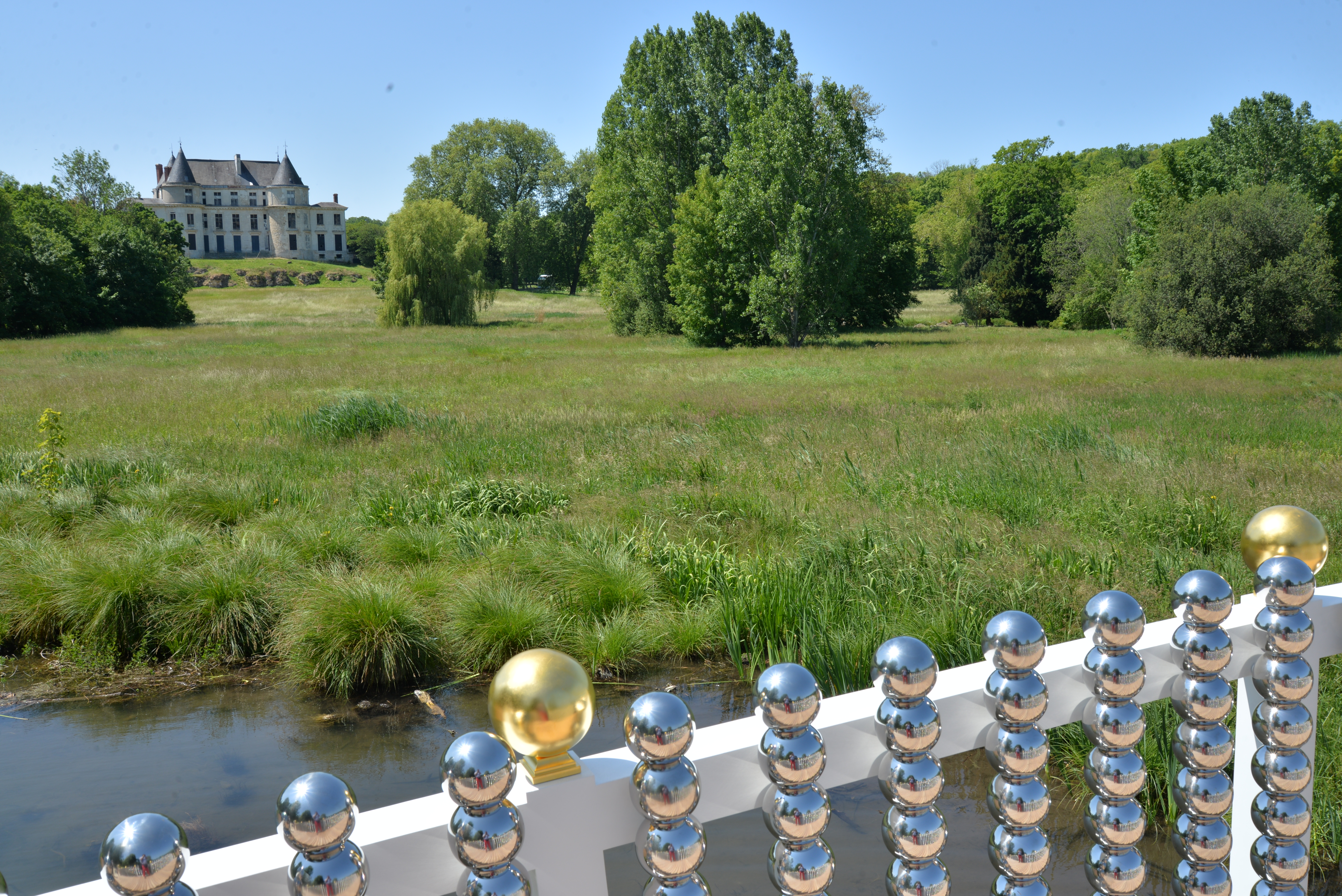
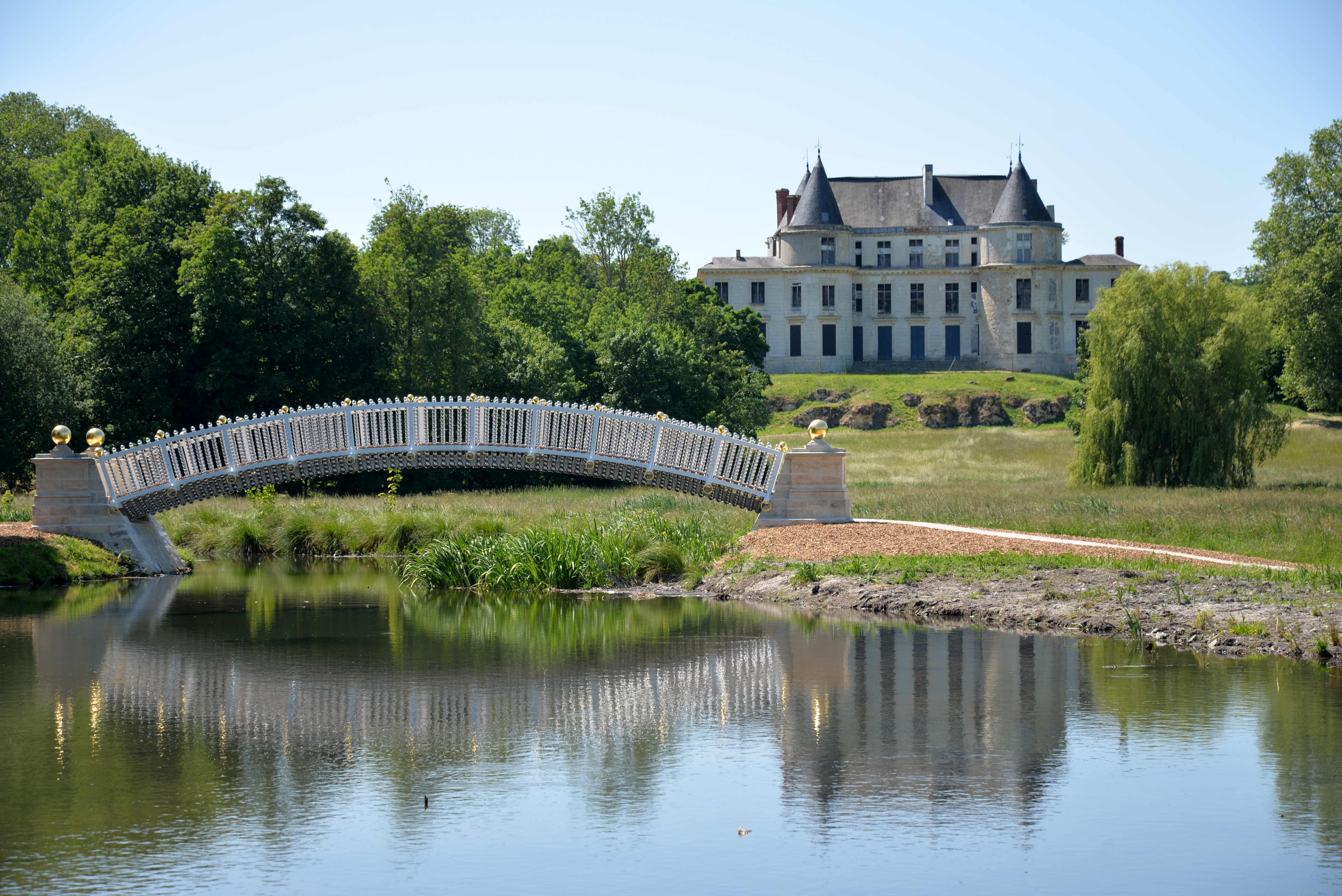
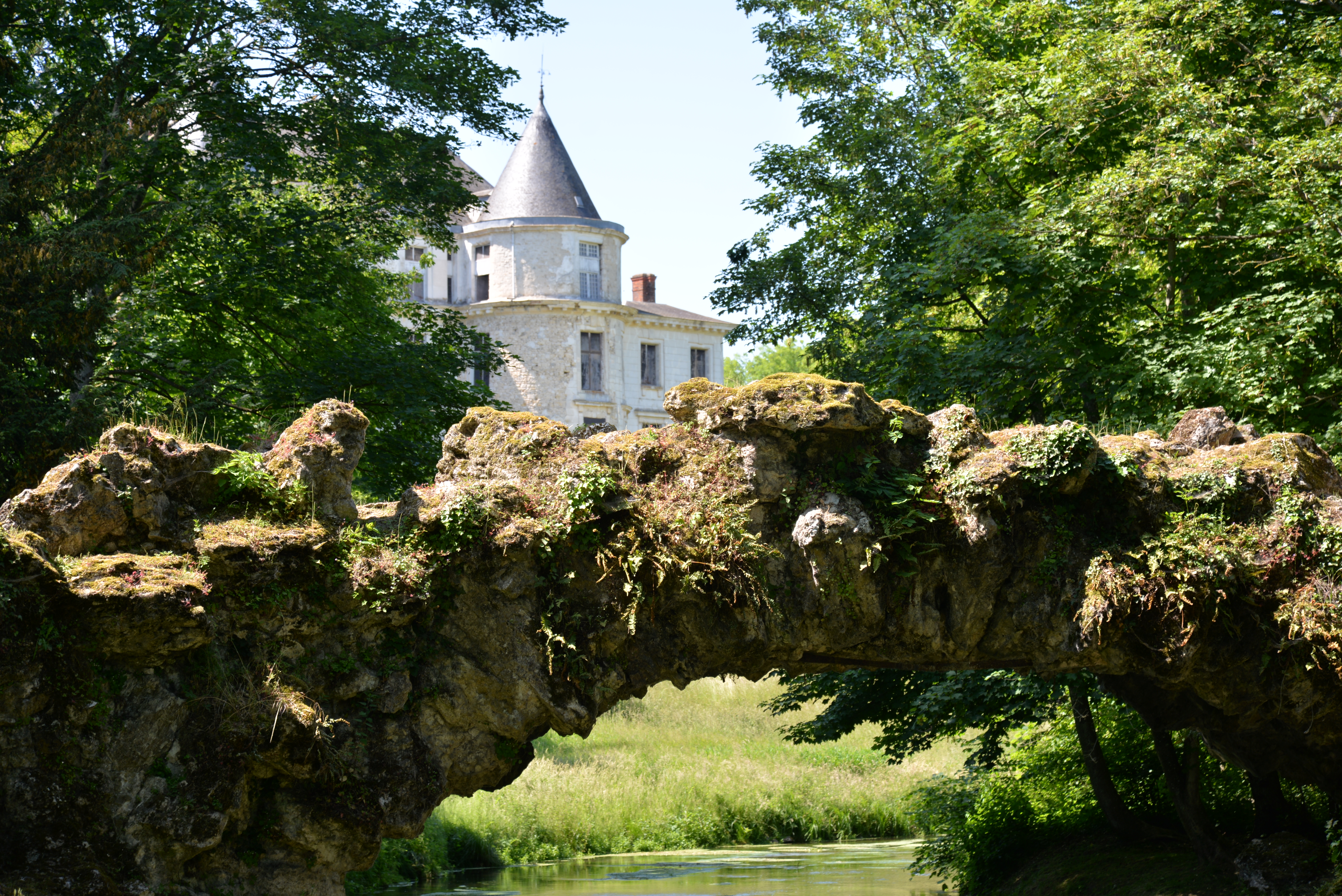
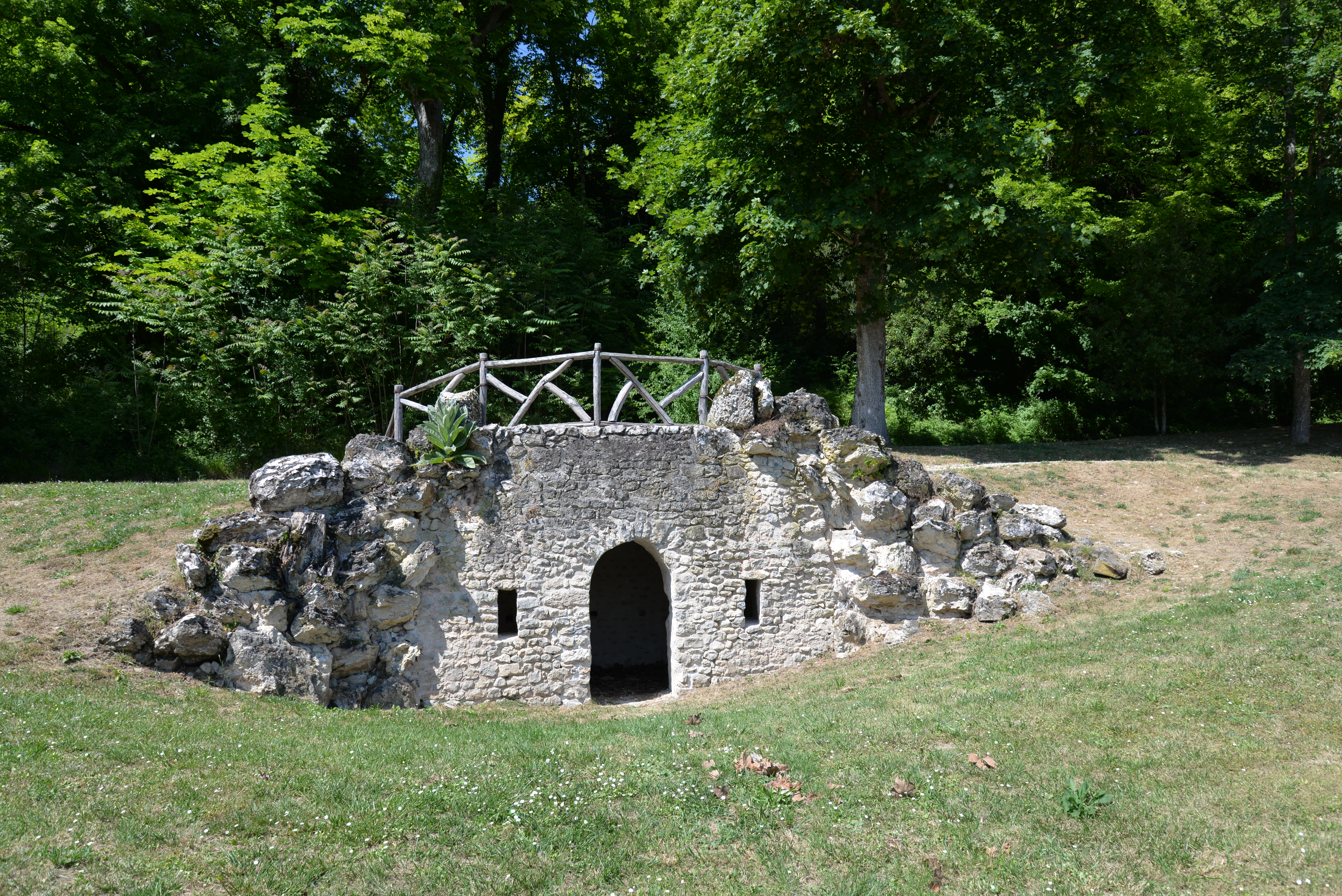
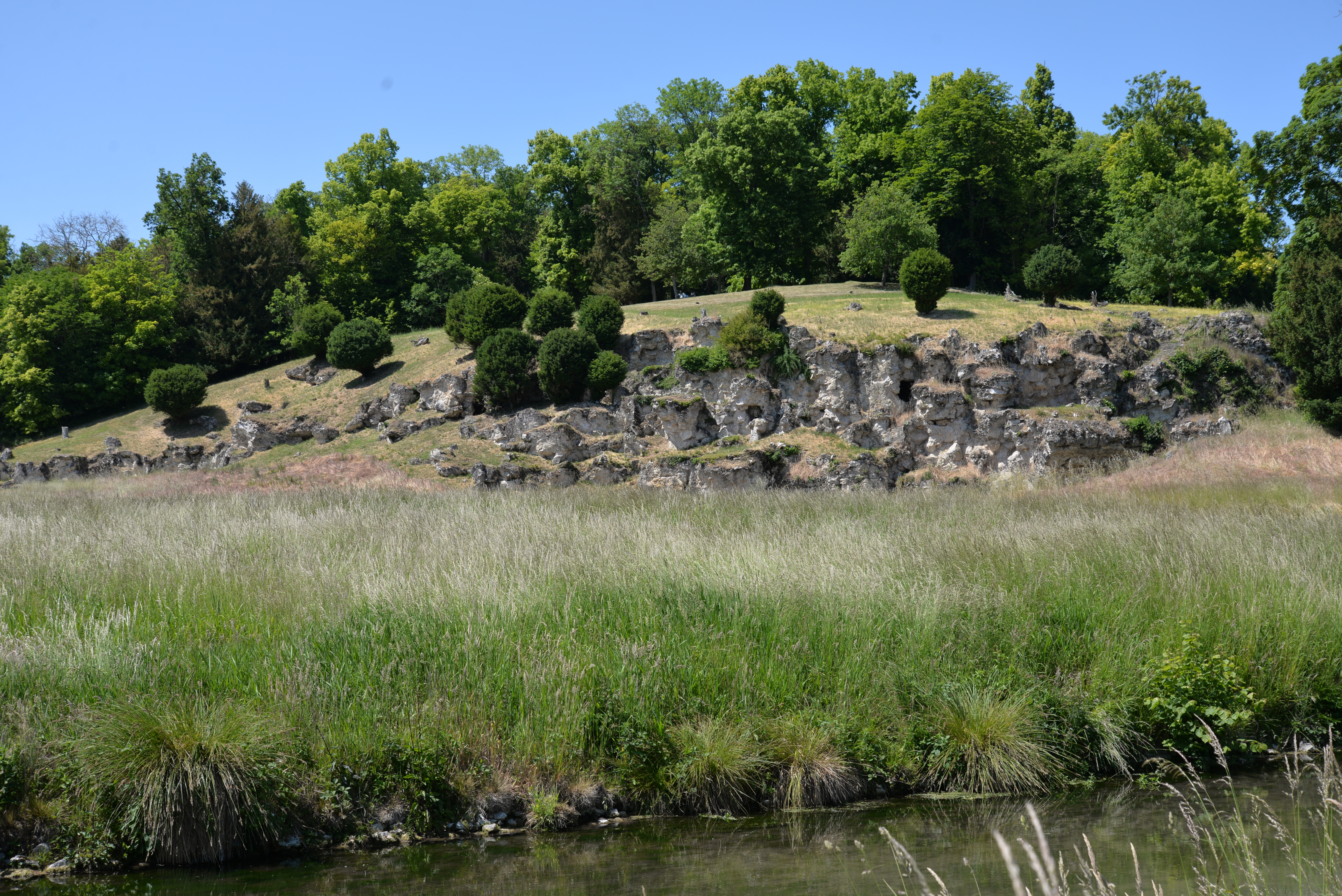
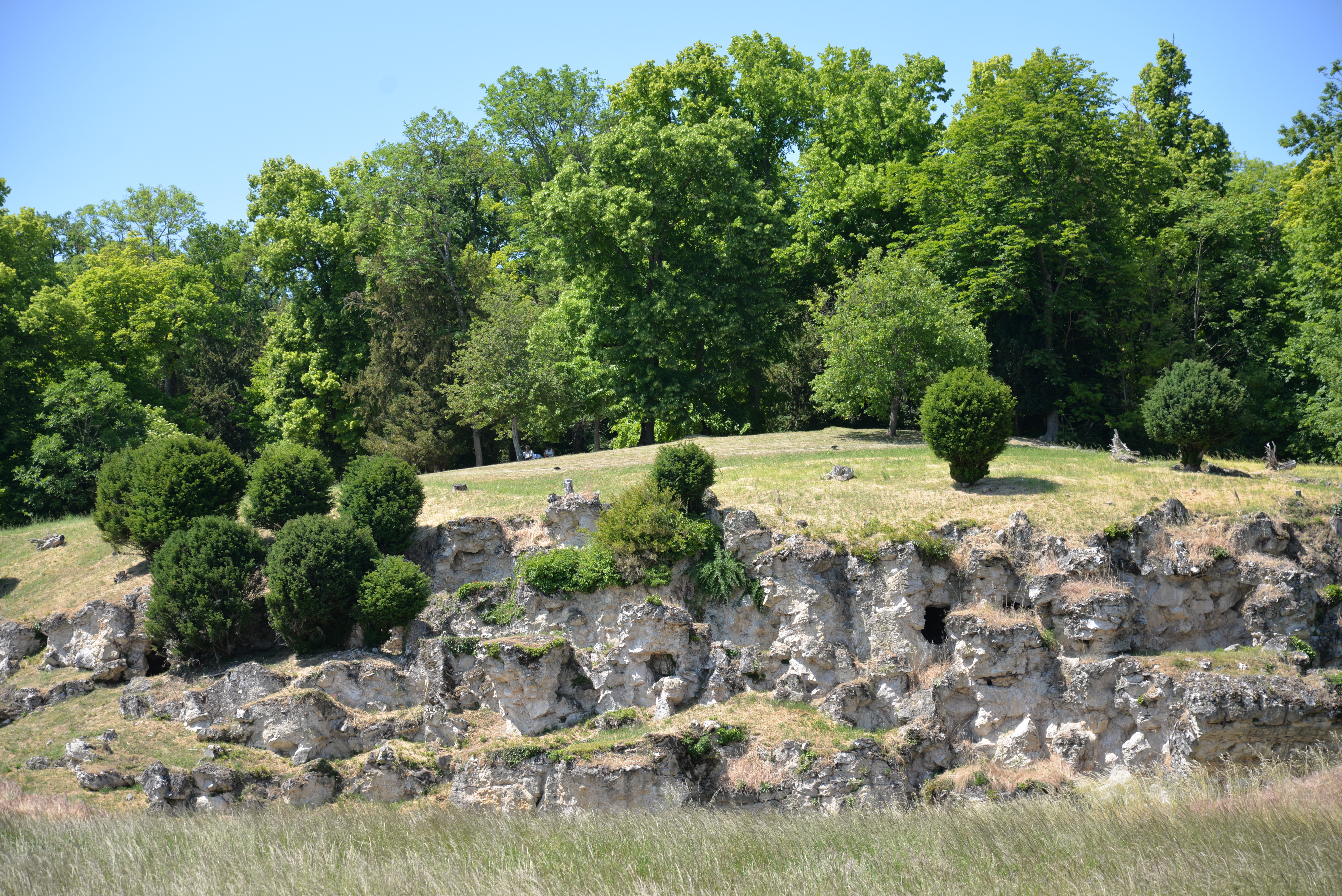

## Pour approfondir

### Sources
- (en) Cet article est partiellement ou en totalité issu de l’article de Wikipédia en anglais intitulé « Château de Méréville » (voir la liste des auteurs).